# La peli
La peli es una película argentino-uruguaya de 2007, escrita y dirigida por Gustavo Postiglione. Es la tercera y última parte de la trilogía que comenzara en el año 2000 con El asadito y siguiera en 2002 con El cumple. Estrenada en el Festival Internacional de Cine de Mar del Plata, es un drama de suspenso protagonizado por Darío Grandinetti, Norman Briski, Carlos Resta y Noelia Campo.

## Sinopsis
Diego es un director de cine en crisis creativa en plena filmación: no logra hacer avanzar el relato de su película. Durante un breve romance pasional con Ana, una joven exestudiante suya, la trama de la película que él está rodando pasará de lo político a lo erótico; pero tras el rompimiento por parte de Ana, el director abandonará su proyecto. Obsesionado con su amada, Diego comenzará a perseguirla cámara en mano, al punto de confundir la ficción de su película con la vida real.

## Protagonistas
- Darío Grandinetti (Diego I)
- Norman Briski (Diego II)
- Carlos Resta (Diego III) [nota 1]
- Noelia Campo (Ana)
- Jazmín Stuart
- Raúl Calandra
- Soledad Gilmet
- Natalia Oreiro (participación especial)

## Premios
- Festival Internacional de Cine de Mar del Plata, 22.ª edición (2007): Astor de Plata a la mejor actuación masculina (Carlos Resta).[1]